# Ion Soltîs
Ion Soltîs (născut Ivan; în rusă Ион Солтыс; n. 5 septembrie 1923, Cuzmin, raionul Camenca, Nistrenia – d. 11 februarie 1945, Kędzierzyn-Koźle, Voievodatul Opole, Polonia) a fost un militar sovietic, participant al celui de-Al Doilea Război Mondial și Erou al Uniunii Sovietice (distins postum în 1945). A fost distins printr-un decret al prezidiului Sovietului Suprem al URSS din 10 aprilie 1945.

## Biografie
S-a născut în satul Cuzmin din ținutul Olgopol, gubernia Podolia, URSS (actualmente raionul Camenca, Transnistria, Republica Moldova), în familia unui cioban. A studiat la școala primară din localitate, după care a lucrat în colhoz. 
Când a început războiul, s-a alăturat unui detașament de partizani. A început să distribuie pliante în satele Cuzmin, Ocnița și Hrușca cu știri de pe front.
În aprilie 1944 împreună cu verii săi Maxim și Emilian, a fost recrutat în Armata Roșie. La începutul lunii mai 1944, a fost trimis pe front. Prima bătălie la care a luat parte a avut loc la traversarea Nistrului în regiunea Rîbnița–Rezina, tot atunci, a fost rănit și a ajuns într-un spital din Rezina. După tratament, care a durat două luni, a fost trimis la Regimentul 548 Infanterie.
S-a remarcat la traversarea râului Bober în bătălia din 11 februarie 1945 de lângă Luisenthal (acum în Polonia). În luptă a cuprins cu propriul piept ambrazura unui punct fortificat, contribuind la încercuirea și distrugerea acestuia, dar a fost ucis. Veridicitatea acestor evenimente a fost disputată recent (2021) de unele publicații din Republica Moldova, acestea menționând faptul că în jurnalul de luptă al Regimentului 548 nu a fost identificată o persoană cu acest nume, fiind o invenție a propagandei sovietice.
În prezent, străzi din Cimișlia, Durlești, Grătiești, Hîncești, Ialoveni, Nisporeni și Minsk (unde a fost inaugurat recent și un bust în memoria militarului), poartă numele militarului. 